# Береговая батарея №33 (ЧФ)
Береговая батарея № 33, 33 оабатр — 203-мм береговая артиллерийская батарея времён Великой Отечественной войны на таманском берегу Керченского пролива на мысе Панагия, входившая в состав Керченского укреплённого района, с сентября 1941 года в состав Керченской военно-морской базы. Была подорвана гарнизоном при оставлении Тамани в сентябре 1942 года.

## История
Береговая трехорудийная артиллерийская 203-мм батарея была сооружена на мысе Панагия на берегу Таманского полуострова в 1928—1932 годах.
203-миллиметровое 50-калиберное орудие образца 1905 года было русским корабельным орудием, разработанным компанией «Виккерс». Со стороны суши батарею защищали четыре ДОТа.
Вместе с береговой батареей № 29, которая по проекту времен Первой мировой войны также должна была быть 203-мм, но достраивалась уже в СССР как открытая четырёхорудийная 180-мм батарея, она прикрывала вход в Керченский пролив.
Входила в состав Керченского укреплённого района (Керченский сектор береговой обороны) Черноморского флота, с сентября 1941 года входила в состав Керченской военно-морской базы.
После потери Керченского полуострова в ходе катастрофы Крымского фронта в мае 1942 года батарея входила в Таманский укрепленный сектор береговой обороны (всего огневой мощью 27 орудий калибром от 203 до 75 мм и 58 пулемётов).
Вела огонь через пролив по целям на керченском берегу. Летом 1942 года Тамань была отрезана немецкими войсками с суши. В начале августа 1942 года 33-я батарея прикрывала прорыв Азовской флотилии в Новороссийску. Батареи КВМБ, таманского укрепленного сектора береговой обороны, 48-я, 390-я, 533-я, и по мере продвижения отряда эвакуации по проливу на юг, 718-я и 33-я батареи подавляли прожекторы противника и его огневые точки. С 3 по 13 августа смогли пройти пролив 164 судна.
К сентябрю оборона Тамани была обречена. В ночь на 2 сентября 1942 года немцы высадили десант на косе Тузла. Командование Черноморского флота приняло решение оставить полуостров Тамань, эвакуация происходила на малых кораблях и судах от 33-й батареи и завершилась в ночь на 5 сентября 1942 года. Эвакуация завершилась подрывом орудий.

### Береговая батарея № 743
В ходе Новороссийско-Таманской операции враг был выбит с Тамани, а к 9 октября 1943 года и со всей Кубани.
На Тамань, на мыс Панагия, практически на то же место, где ранее располагалась 33-я батарея, была передислоцирована артиллерийская батарея 167-го отдельного артиллерийского дивизиона из Туапсе, укомплектованная четырьмя 130-мм орудиями, снятыми с погибшего от авианалета в октябре 1942 года крейсера «Коминтерн» (бывший «Кагул»). Ей был присвоен №743. Командовал батареей капитан-лейтенант С. Ф. Спахов, одним из огневых взводов — лейтенант В. С. Беспалов. Основной задачей батареи была поддержка десанта советских войск на Керченский полуостров, а также прикрытие прохода судов в районе Керченского пролива.
В апреле 1944 года была полностью освобождена Керчь, наступление развивалось вглубь Крымского полуострова, материальная часть 743-й батареи была демонтирована и передана в состав 163-го отдельного артиллерийского дивизиона и перебазирована на остров Березань неподалеку от Очакова.

## Память
На южном берегу Таманского полуострова сохранились остатки бетонных укреплений 743-й береговой батареи.
В 1975 году был установлен памятный знак на месте, где располагалась 743-я батарея крейсера Коминтерн под командованием капитан-лейтенанта С. Ф. Спахова, 1943—1944 гг.. В 2015 году капитально отремонтирован.

## Командный состав
Береговая батарея № 33
- Командир: капитан Петров Борис Ефимович[2][10].

Береговая батарея № 743
- Капитан-лейтенант Спахов Сергей Филиппович[6].